# Fujiwara no Kinsue
Fujiwara no Kinsue (藤原 公季; 957–1029), aussi connu sous le nom de Kaikō, est un homme d'État, courtisan et politicien japonais de l'époque de Heian. 

## Biographie
Membre du clan Fujiwara, il est le fils de Fujiwara no Morosuke. Sa mère est la princesse impériale Kōshi, fille de l'empereur Daigo. Elle meurt quand il est encore jeune et il est élevé par sa sœur, l'impératrice Anshi, consort de l'empereur Murakami.
Kinsue est le plus jeune de ses quatre frères : Kaneie, Kanemichi, Koretada et Tamemitsu.
Kinsue, aussi connu sous le nom « Kan'in Kinsue », est le fondateur de la famille Kan'in (閑院家) qui plus tard se scinde en quatre branches, la famille Sanjō, la famille Saionji, la famille Tokudaiji et la famille Tōin.
Kinsue est marié à une fille du prince impérial Ariakira dont il a trois enfants :
- Gishi (義子) (974–1053) - mariée à l'empereur Ichijō
- Sanenari (実成) (975–1004) - chūnagon
- Nyogen (如源) (977–1021) - prêtre (Sanmai Sōzu, 三昧僧都)

## Carrière
Kinsue sert comme ministre durant le règne de l'empereur Go-Ichijō.
- 997 (Chōtoku 3, 7e mois): Kinsue est promu du titre de dainagon à celui de nadaijin[6].
- 1017 (Kannin 1, 3e mois) : Kinsue est fait udaijin[7].
- 1021 (Jian 1, 7e mois): Kinsue est promu du titre de udaijin à celui de daijō-daijin[8]
- 1029 (Chōgen 2, 10e mois): Daijō daijin Kinsue meurt[1] et porte le nouveau nom de « Kai-kō » à titre posthume(仁義公)[9].

## Crédit d'auteurs
- (en) Cet article est partiellement ou en totalité issu de l’article de Wikipédia en anglais intitulé « Fujiwara no Kinsue » (voir la liste des auteurs).